# David Holmgren
Pour les articles homonymes, voir Holmgren.
David Holmgren, né en 1955, est un concepteur écologiste et essayiste australien. Il est surtout connu pour être le cofondateur de la permaculture avec Bill Mollison.

## Vie et œuvre

### Enfance et études
David Holmgren est né dans l'État de l'Australie-Occidentale. Ses parents ayant été très actifs dans le mouvement contre la guerre du Viêt Nam, il fut exposé rapidement au militantisme politique, ce qui servit de socle à son propre engagement écologiste. Après l'obtention de son diplôme de fin d'études secondaires, il décide de passer un an sur la route en faisant du stop, et c'est dans ce contexte qu'il se rendit compte de l'ampleur du mouvement « retour à la terre ».  En 1974, il part s'installer en Tasmanie pour étudier le design environnemental à l'université d'éducation avancée à Hobart, où il rencontre Bill Mollison, qui est alors maître de conférence à l'université de Tasmanie. 

### Permaculture One
Holmgren et Mollison ont tous deux un intérêt prononcé pour la question des liens entre l'être humain et les systèmes naturels. Leurs expériences de jardinage et leurs vastes conversations encouragent Holmgren à écrire un manuscrit qui sera publié en 1978 sous le titre de Permaculture One. 

« J'ai écrit ce manuscrit, qui était partiellement basé sur nos discussions constantes, sur notre travail commun au jardin et nos visites vers d'autres sites en Tasmanie... J'ai utilisé ce manuscrit comme ma première référence pour mon mémoire de thèse, que j'ai présenté et reçu en 1976. »

Ce livre est un mélange d'idées en lien avec l'agriculture, l'architecture paysagère et l'écologie. La relation entre ces disciplines est synthétisée dans un nouveau concept appelé « permaculture ». Bien que ce livre soit en lien avec le livre de Russell Smith Tree crops: A permanent agriculture (première publication en 1929), la source d'inspiration principale de David Holmgren se trouve dans les travaux de l'écologiste Américain Howard T. Odum sur la dynamique énergétique (Environment, Power and Society, 1971).
Le mot permaculture fut utilisé par Bill Mollison au milieu des années 1970 afin de décrire un « système intégré et évoluant d'espèces d'animaux et de plantes pérennes utiles à l'homme ». Une définition plus récente de la permaculture, qui reflète l'extension à d'autres sphères que celles présentes dans Permaculture one est celle de « paysages consciemment créés imitant les modèles et les relations rencontrés dans la nature, tout en récoltant en abondance la nourriture, les fibres et l'énergie satisfaisants les besoins locaux ». La permaculture met au centre les humains, leur habitat et la façon dont ils s'organisent. Ainsi la vision de la permaculture a évolué d'une agriculture permanente en une culture de la soutenabilité (permanence).
Le livre a été publié en cinq langues. Son succès est beaucoup plus important qu'anticipé originellement, et sa publication coïncide avec le besoin de la contre-culture environnementaliste naissante de trouver des outils positifs avec lesquels s'aligner.

### Développements
Pendant que Bill Mollison voyage autour du monde pour promouvoir et enseigner la permaculture, Holmgren est plus circonspect au sujet du potentiel de celle-ci à accomplir ses promesses. Il concentre ses efforts à tester et à raffiner son idée originale, d'abord sur la propriété de sa mère dans la Nouvelle-Galles du Sud (Permaculture in the Bush, 1985 ; 1993), puis sur sa propre propriété, Melliodora Permaculture Gardens qu'il a développé avec sa compagne Su Dennett (Melliodora, Hepburn Permaculture Gardens - Ten Years of Sustainable Living, 1996a ; Payne, 2003).
En 2002, Holmgren publie le livre Permaculture: Principles & Pathways Beyond Sustainability, dans lequel il théorise un ensemble de douze principes sur lesquels s'appuyer pour concevoir une société soutenable. Sa vision de la soutenabilité diffère de la version classique, dans laquelle la consommation d'énergie se stabilise aux alentours de ce qu'elle est aujourd'hui. Holmgren se base sur la prévision d'une descente énergétique (energy descent) suivant le pic pétrolier, durant laquelle l'énergie disponible décroîtra à chaque génération. Ce livre a inspiré Rob Hopkins et son initiative des villes en transition, qui vise à préparer les communautés à la double crise du pic pétrolier et du dérèglement climatique.
Depuis 1983, David offre ses services en tant que consultant à travers sa compagnie Holmgren Design Services. En 1991, il commence à enseigner les Permaculture Design Courses, d'abord dans sa communauté de Hepburn Springs, puis à la ferme Food Forest, dans le Sud de l'Australie.

## Principes de design en permaculture

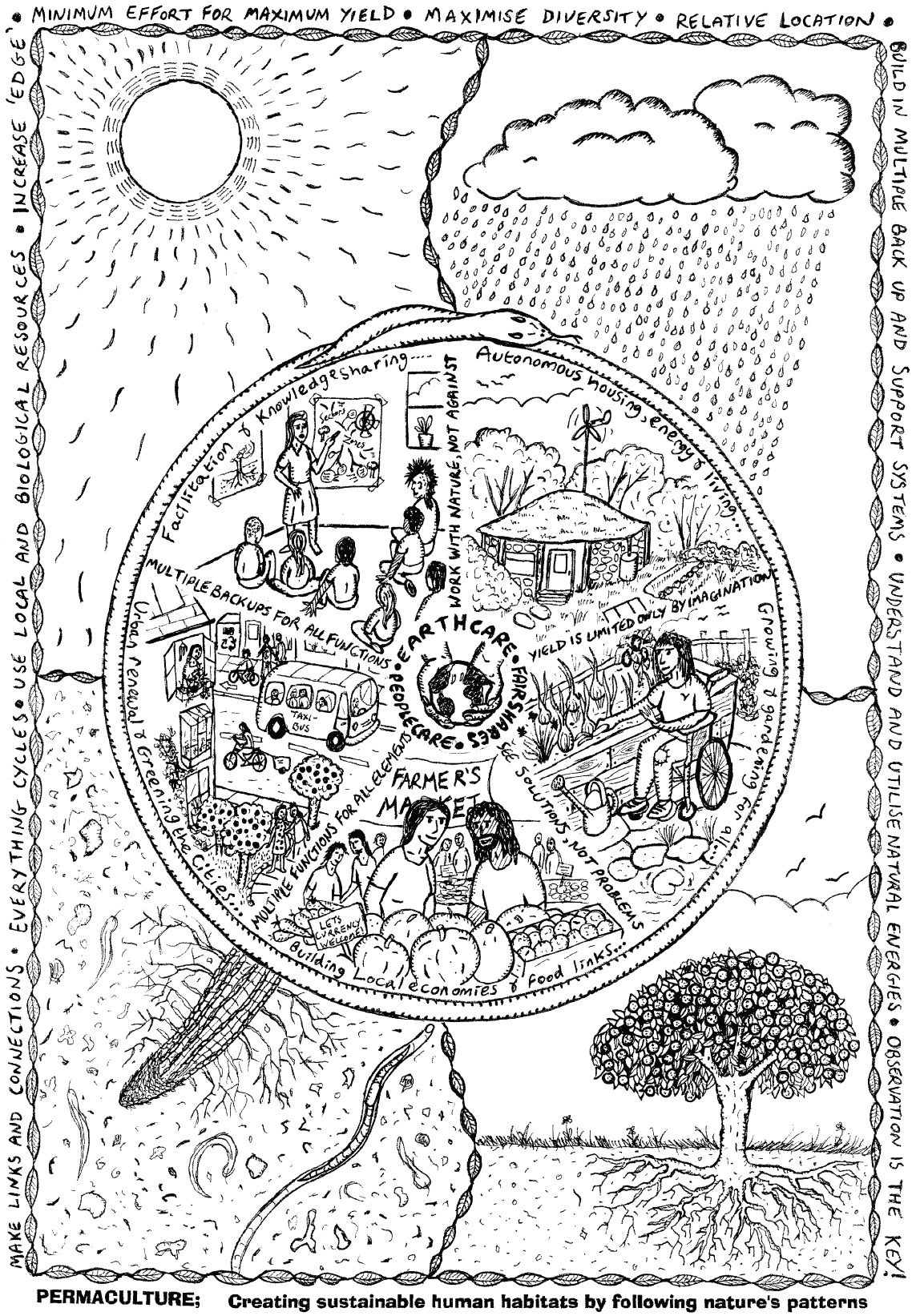
Les principes représentés par un mandala.

David Holmgren a développé en 2002 un ensemble de principes à partir de l'éthique de la permaculture.
1. Appliquer l’autorégulation et accepter les rétroactions.
2. Intercepter et stocker l’énergie - en développant des systèmes qui collectent les ressources quand elles sont abondantes et utilisables à besoin.
3. Utiliser et répondre au changement avec créativité - on peut avoir un impact positif sur des changements inévitables en observant avec attention et en intervenant au bon moment.
4. Concevoir en passant des motifs généraux (structure) aux détails - en prenant du recul on peut observer les motifs dans la nature et la société et les reproduire. Ils peuvent alors devenir la colonne vertébrale de nos designs et les détails mis en place à mesure que nous progressons.
5. Intégrer plutôt que séparer - en mettant les bons éléments aux bons endroits, des relations se développent entre ces éléments et ils travaillent ensemble pour s’entraider.
6. Observer et interagir - En prenant le temps de s’engager avec la nature on peut concevoir des solutions qui correspondent à la situation.
7. Obtenir un résultat - s’assurer que l’on reçoit réellement des récompenses utiles pour le travail qui est fait.
8. Ne pas produire de déchets - en trouvant une valeur à chaque ressource disponible et en les utilisant toutes, rien n’est un déchet.
9. Utiliser et valoriser la diversité - la diversité réduit la vulnérabilité à une variété de menaces et tourne à son avantage la nature unique de l’environnement dans lequel il réside.
10. Utiliser et valoriser les ressources et les services - faire la meilleure utilisation de l’abondance de la nature pour réduire notre comportement consommateur et notre dépendance vis-à-vis des ressources non renouvelables.
11. Utiliser et valoriser les bordures - l’interface entre deux choses est l’endroit où les événements les plus intéressants se produisent. Ce sont souvent les éléments qui ont le plus de valeur et qui sont les plus divers et productifs.
12. Utiliser des solutions petites et lentes - Les systèmes lents et petits sont plus faciles à maintenir que les gros, en faisant un meilleur usage des ressources locales et en produisant des résultats durables.

Son livre Permaculture : Principles & Pathways Beyond Sustainability, basé sur 25 années d'expérimentation permacole, a permis de systématiser la compréhension de la permaculture, et de la rendre plus accessible. Il complète de façon convaincante les publications de Bill Mollison, surtout le travail intitulé Permaculture: A Designer's Manual dont la publication remonte à 1988, et qui n'est passé par aucune révision.

## Mauvaise herbe ou nature sauvage?
L'un des axes de travail de David Holmgren est également l'utilisation de plantes naturalisées, pour des fins alimentaires et comme utilisation de fibres, ainsi que dans la restauration écologique et « l'éco-synthèse ». Sa position est particulièrement controversée dans les contextes politique et environnemental australiens. Cet intérêt pour les éco-systèmes recombinants lui a été en partie inspiré par de nombreuses visites en Nouvelle-Zélande et par le travail de Hakai Tane, écologiste néo-zélandais.
En 1997, son article « Mauvaise herbe ou nature sauvage » est publié dans le Journal International de la Permaculture (Permaculture International Journal).
Le refus de David Holmgren de s'aligner sur la politique officielle envers les espèces introduites ou envahissantes a mené à de nombreuses critiques mal informées de la permaculture au sein des débats environnementaux en Australie. Son observation prolongée pendant vingt-cinq années des saules dans un couloir végétal du Victoria, à Hepburn Springs, et son analyse sur leurs bénéfices concernant la sédimentation et la capture de minéraux est aujourd'hui considérée comme hérétique par le courant environnemental officiel. Son article sur le sujet offre un point de vue alternatif, retrace l'histoire des courants qui ont influencé le point de vue positif sur les espèces naturalisées et relie ces points de vue au courant éco-scientifique récent appelé néo-écosystème.

## Design d'éco-villages
Dès le début de la permaculture, Holmgren est influencé et engagé dans de nombreuses communautés intentionnelles, incluant la communauté Bredbo, qui est née du Festival Down to Earth de 1979. 
En 1995, en partenariat avec Haridas et Samantha Fairchild, Holmgren et Dennett forment la compagnie Fryers Forest Research and Developement afin de construire l'éco-village Fryers' Forest sur 120 hectares de terrain, près de Castlemaine, dans le Victoria, en Australie.

## Pic du pétrole et amélioration des banlieues
Un autre thème-phare du travail de Holmgren traite de la réorganisation positive des banlieues en vue de l'adaptation nécessaire une fois passés le pic du pétrole et la descente énergétique. En 2007, Adam Grubb, fondateur de Resilience.Org publie les essais de Holmgren dans un livre intitulé Future Scenarios: Mapping The Cultural Implications of Peak Oil and Climate Change. Cette œuvre a permis à Holmgren d'asseoir sa légitimité comme théoricien futuriste, articulant les scénarios possibles à la suite de la contraction de l'économie énergétique basée sur les combustibles fossiles.

## Auto-publication
Alors que Permaculture One a été publié par un éditeur public (Corgi), la plupart des travaux de David Holmgren ont été auto-publiés, ce qui a permis la diffusion dans le grand public de cas d'études divers (Permaculture in bush, Trees on the treeless planes and Melliodora) et d'essais variés (Future Scenarios). Cette approche consistant à utiliser ses propres ressources reflète les principes permacoles qui encouragent l'expérimentation et l'auto-accomplissement. 

## Œuvres
- 1978 Mollison, Bill et David Holmgren Permaculture One: A Perennial Agriculture for Human Settlements. Melbourne: Transworld.
- 1985 Permaculture in the Bush. Hepburn, Victoria: Holmgren Design Services.
- 1994 Trees on the Treeless Plains: Revegetation Manual for Volcanic Landscapes of Central Victoria. Hepburn, Victoria: Holmgren Design Services.
- 1995 'The Permaculture Movement and Education' in Goldfields Permaculture and Landcarers, 3, 14-16.
- 1996 Melliodora (Hepburn Permaculture Gardens): Ten Years of Sustainable Living. Hepburn, Victoria: Holmgren Design
- 1996 b 'Fryers Forest Village'. In Green Connections, 2.2, 20-21.
- 1997 'Getting Started'. In Green Connections, 10, 28-31.
- 2002 a Permaculture: Principles and Pathways Beyond Sustainability. Hepburn, Victoria: Holmgren Design Services.
- 2002  b David Holmgren: Collected Writings 1978-2000. [eBook on CD] Hepburn, Victoria: Holmgren Design.
- 2005  Mellidora (Hepburn Permaculture Gardens): A Case Study in Cool Climate Permaculture 1985 - 2005 [eBook] Hepburn, Victoria: Holmgren Design Services.
- 2006 a Trees on the Treeless Plains: Revegetation Manual for Volcanic Landscapes of Central Victoria. [eBook] Hepburn, Victoria: Holmgren Design.
- 2006 b David Holmgren: Collected Writings & Presentations 1978 - 2006 [eBook] Hepburn, Victoria: Holmgren Design Services.
- 2009 Future Scenarios. White River Junction, VT: Chelsea Green Publishing Company.
- 2011 2011 Permaculture Diary, Marrickville NSW: PcDC Michele Margolis.
- 2012 Permaculture Pioneers: Stories from the New Frontier, edited by Kerry Dawborn & Caroline Smith, Holmgren Design Services,  (ISBN 0975078623)
- 2014 Permaculture, Principes et pistes d’action pour un mode de vie soutenable, Rue de l'échiquier.

Traductions
- L'essence de la permaculture, un résumé de Permaculture : principles & pathways beyond sustainability est le livre le plus traduit de tous les travaux de Holmgren, et est en téléchargement libre sur son site web (http://holmgren.com.au).
- Permaculture : principes et pistes d'action vers un mode de vie soutenable est disponible en version française aux éditions Rue de l'échiquier (août 2014).
- Future Scenarios est également disponible en japonais.
- Comment s’orienter ? Permaculture et descente énergétique, éditions wildproject, 2023. Textes choisis, traduits et présentés par Sébastien Marot.